# Judo-Europameisterschaften der Männer 1965
Die Judo-Europameisterschaften 1965 der Männer fanden vom 23. bis zum 24. Mai im Palacio de Deportes in Madrid statt. Sieben Jahre zuvor hatten bereits Europameisterschaften in Barcelona und damit ebenfalls in Spanien stattgefunden.
Das Team des Gastgeberlandes gewann eine Bronzemedaille. Kein Europameister des Vorjahres konnte seinen Titel verteidigen.

## Ergebnisse
| Gewichtsklasse                | Gold                  | Silber          | Bronze                             |
| ----------------------------- | --------------------- | --------------- | ---------------------------------- |
| Leichtgewicht (bis 63 kg)     | Alexei Iljuschin      | Sergei Suslin   | Kazimierz Jaremczak Anton Linskens |
| Halbmittelgewicht (bis 70 kg) | Wladimir Kuspisch     | Brian Jacks     | Salvador Álvarez Michal Vachun     |
| Mittelgewicht (bis 80 kg)     | Martin Poglajen       | Patrick Clement | Ray Ross Gérard Buc                |
| Halbschwergewicht (bis 93 kg) | Anatoli Judin         | Joop Gouweleeuw | Anthony Sweeney Karl Nitz          |
| Schwergewicht (über 93 kg)    | Parnaos Tschikwiladse | Günter Monczyk  | Anton Geesink Alphonse Lemoine     |
| Offene Klasse                 | Alfred Meier          | Syd Hoare       | Anton Geesink Jacques Noris        |

## Medaillenspiegel
| Rang | Land                            | Gold | Silber | Bronze | Gesamt |
| ---- | ------------------------------- | ---- | ------ | ------ | ------ |
| 1    | Sowjetunion                     | 4    | 1      | –      | 5      |
| 2    | Niederlande                     | 1    | 1      | 3      | 5      |
| 3    | BR Deutschland                  | 1    | 1      | –      | 2      |
| 4    | Vereinigtes Königreich          | –    | 2      | 2      | 4      |
| 5    | Frankreich                      | –    | 1      | 3      | 4      |
| 6    | Deutsche Demokratische Republik | –    | –      | 1      | 1      |
| 6    | Polen                           | –    | –      | 1      | 1      |
| 6    | Spanien                         | –    | –      | 1      | 1      |
| 6    | Tschechoslowakei                | –    | –      | 1      | 1      |
|      | Total                           | 6    | 6      | 12     | 24     |